# Saint-Désirat
Saint-Désirat – miejscowość i gmina we Francji, w regionie Owernia-Rodan-Alpy, w departamencie Ardèche.
Według danych na rok 1990 gminę zamieszkiwało 660 osób, a gęstość zaludnienia wynosiła 90 osób/km² (wśród 2880 gmin regionu Rodan-Alpy Saint-Désirat plasuje się na 1014. miejscu pod względem liczby ludności, natomiast pod względem powierzchni na miejscu 1334.).